# Llista d'espècies de zòrids
Aquesta és la llista d'espècies de zòrids, una família d'aranyes araneomorfes. Conté la informació recollida fins al 9 de novembre de 2006 i hi ha citats 13 gèneres i 73 espècies.
La majoria de les espècies són pròpies dels tròpics (Sud-amèrica, Austràlia, Àfrica, Àsia). Israzorides judaeus és endèmica d'Israel, i algunes espècies del gènere Zora es troben en zones més fredes, incloent EUA, i Europa fins a Suècia.

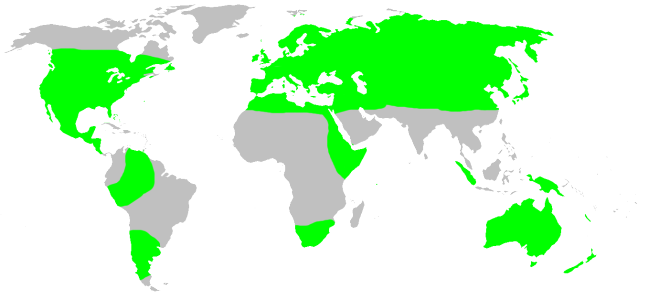
Distribució dels zòrids

## Gèneres i espècies

### Argoctenus
L. Koch, 1878
- Argoctenus aureus (Hogg, 1911) (Nova Zelanda)
- Argoctenus Austràlianus (Karsch, 1878) (Nova Gal·les del Sud)
- Argoctenus bidentatus (Main, 1954) (Oest d'Austràlia)
- Argoctenus devisi Rainbow, 1898 (Nova Guinea)
- Argoctenus gracilis (Hickman, 1950) (Sud d'Austràlia)
- Argoctenus hystriculus Simon, 1909 (Oest d'Austràlia)
- Argoctenus igneus L. Koch, 1878 (Oest d'Austràlia)
- Argoctenus nebulosus Simon, 1909 (Oest d'Austràlia)
- Argoctenus pectinatus Hogg, 1900 (Victòria)
- Argoctenus pictus L. Koch, 1878 (Austràlia)
- Argoctenus vittatus (Simon, 1889) (Austràlia, Nova Caledònia)
- Argoctenus vittatus (Rainbow, 1920) (Illa Lord Howe)

### Elassoctenus
Simon, 1909
- Elassoctenus harpax Simon, 1909 (Oest d'Austràlia)

### Hestimodema
Simon, 1909
- Hestimodema ambigua Simon, 1909 (Oest d'Austràlia)
- Hestimodema latevittata Simon, 1909 (Oest d'Austràlia)

### Hoedillus
Simon, 1898
- Hoedillus sexpunctatus Simon, 1898 (Guatemala)

### Israzorides
Levy, 2003
- Israzorides judaeus Levy, 2003 (Israel)

### Odo
Keyserling, 1887
- Odo abudi Alayón, 2002 (Hispaniola)
- Odo agilis Simon, 1897 (St. Thomas)
- Odo ariguanabo Alayón, 1995 (Cuba)
- Odo australiensis Hickman, 1944 (Central Austràlia)
- Odo blumenauensis Mello-Leitão, 1927 (Brasil)
- Odo bruchi (Mello-Leitão, 1938) (Argentina)
- Odo cubanus (Franganillo, 1946) (Cuba)
- Odo drescoi (Caporiacco, 1955) (Veneçuela)
- Odo galapagoensis Banks, 1902 (Illes Galápagos)
- Odo gigliolii Caporiacco, 1947 (Guyana)
- Odo incertus Caporiacco, 1955 (Veneçuela)
- Odo insularis Banks, 1902 (Illes Galápagos)
- Odo keyserlingi Kraus, 1955 (El Salvador)
- Odo lenis Keyserling, 1887 (Nicaragua)
- Odo limitatus Gertsch & Davis, 1940 (Mèxic)
- Odo lycosoides (Chamberlin, 1916) (Perú)
- Odo obscurus Mello-Leitão, 1936 (Brasil)
- Odo patricius Simon, 1900 (Xile)
- Odo pulcher Keyserling, 1891 (Brasil)
- Odo roseus (Mello-Leitão, 1941) (Argentina)
- Odo sericeus (Mello-Leitão, 1944) (Argentina)
- Odo serrimanus Mello-Leitão, 1936 (Brasil)
- Odo similis Keyserling, 1891 (Brasil)
- Odo tulum Alayón, 2003 (Mèxic)
- Odo vittatus (Mello-Leitão, 1936) (Brasil)

### Odomasta
Simon, 1909
- Odomasta guttipes (Simon, 1903) (Tasmània)

### Simonus
Ritsema, 1881
- Simonus lineatus (Simon, 1880) (Oest d'Austràlia)

### Thasyraea
L. Koch, 1878
- Thasyraea lepida L. Koch, 1878 (Nova Gal·les del Sud)
- Thasyraea ornata L. Koch, 1878 (Queensland)

### Voraptus
Simon, 1898
- Voraptus aerius Simon, 1898 (Congo)
- Voraptus affinis Lessert, 1925 (Sud-àfrica)
- Voraptus exilipes (Lucas, 1858) (Gabon)
- Voraptus extensus Lessert, 1916 (Àfrica Oriental)
- Voraptus orientalis Hogg, 1919 (Sumatra)
- Voraptus tenellus (Simon, 1893) (Seychelles)

### Xenoctenus
Mello-Leitão, 1938
- Xenoctenus marmoratus Mello-Leitão, 1941 (Argentina)
- Xenoctenus pampeanus Mello-Leitão, 1940 (Argentina)
- Xenoctenus patagonicus Mello-Leitão, 1940 (Argentina)
- Xenoctenus unguiculatus Mello-Leitão, 1938 (Argentina)

### Zora
C. L. Koch, 1847
- Zora acuminata Zhu & Zhang, 2006 (Xina)
- Zora alpina Kulczyn'ski, 1915 (Suïssa, Itàlia)
- Zora armillata Simon, 1878 (Europa, Rússia)
- Zora distincta Kulczyn'ski, 1915 (Europa Oriental)
- Zora hespera Corey & Mott, 1991 (EUA, Canadà)
- Zora lyriformis Song, Zhu & Gao, 1993 (Xina)
- Zora manicata Simon, 1878 (Europa, Ucraïna, Israel)
- Zora nemoralis (Blackwall, 1861) (Paleàrtic)
  - Zora nemoralis palmgreni Holm, 1945 (Suècia)
- Zora opiniosa (O. P.-Cambridge, 1872) (Lebanon)
- Zora parallela Simon, 1878 (Europa, Rússia)
- Zora pardalis Simon, 1878 (Europa fins a Kazakhstan)
- Zora prespaensis Drensky, 1929 (Balcans)
- Zora pumila (Hentz, 1850) (EUA)
- Zora silvestris Kulczyn'ski, 1897 (Europa fins a l'Àsia central)
- Zora spinimana (Sundevall, 1833) (Paleàrtic)

### Zoroides
Berland, 1924
- Zoroides dalmasi Berland, 1924 (Nova Caledònia)